# Angostura trifoliata

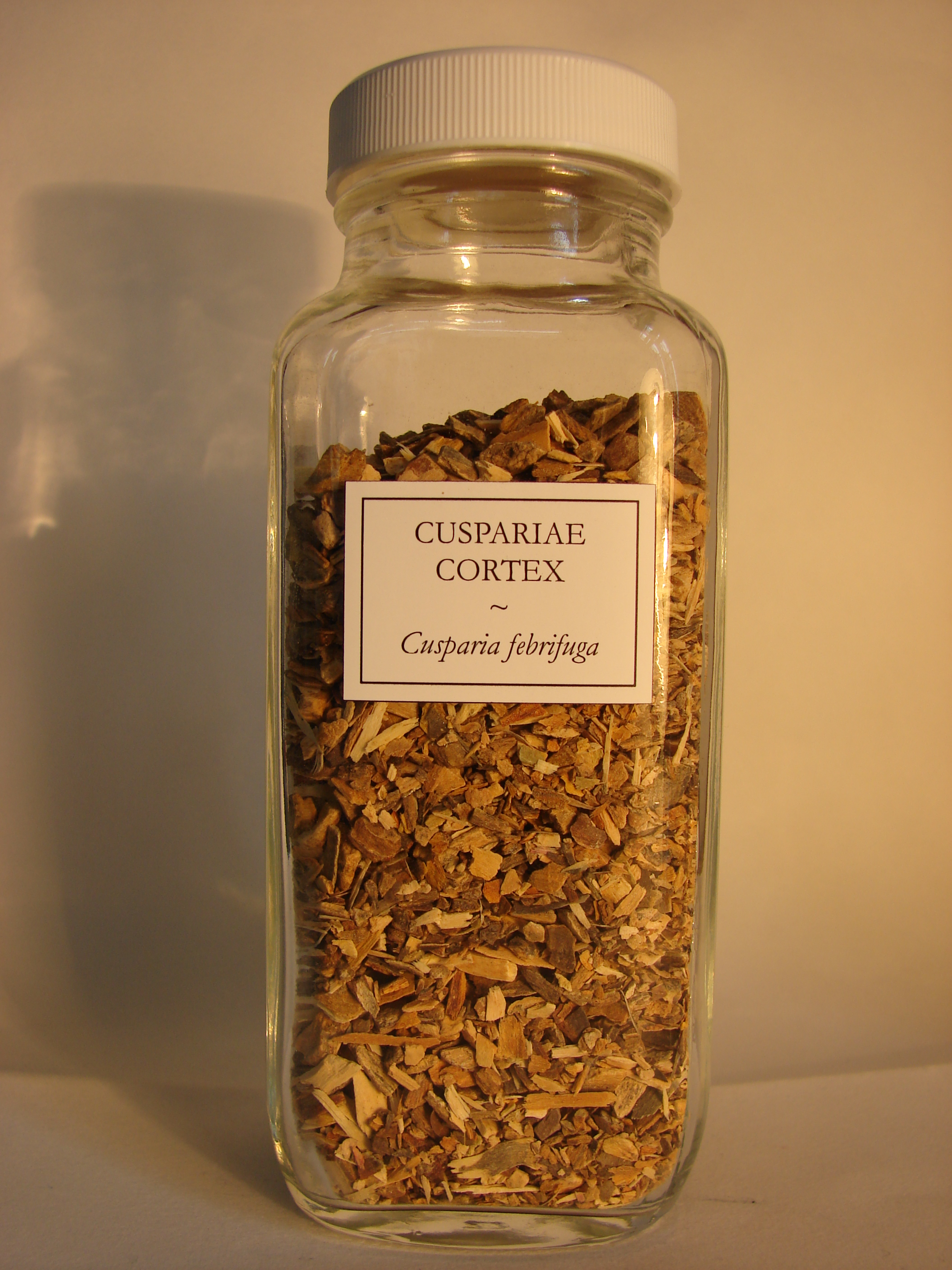
Gehackte Rinde

Angostura trifoliata ist ein Baum in der Familie der Rautengewächse aus Venezuela und Kolumbien bis nach Guyana.

## Beschreibung
Angostura trifoliata wächst als immergrüner Baum bis über 15(20) Meter hoch oder als Strauch bis etwa 5 Meter hoch.
Die dreizähligen und lang gestielten Laubblätter sind leicht ledrig und wechselständig. Die kurz gestielten, eiförmigen bis verkehrt-eiförmigen Blättchen sind ganzrandig und bespitzt bis zugespitzt.
Es werden endständige und feinhaarige Thyrsen gebildet. Die unangenehm duftenden, fünfzähligen und gestielten Blüten mit doppelter Blütenhülle sind weiß. Der fünfzähnige und glockenförmige Kelch und die in einer kurzen Kronröhre verwachsenen Petalen mit ausladenden Zipfeln sind feinhaarig. Es sind 2 fertile Staubblätter und 5 Staminodien mit einer rundlichen Drüse an der Spitze vorhanden. Die relativ kurzen Staubblätter und Staminodien sie sind im unteren Teil verwachsen. Die fertilen Antheren besitzen an der Basis kleine Anhängsel. Die fast freien Fruchtblätter sind oberständig mit einem Griffel mit kopfiger, leicht geteilter Narbe. Es ist ein becherförmiger und fleischiger Diskus vorhanden.
Die kleinen und bespitzten Balgfrüchte sind meist einsamig. Sie erscheinen einzeln oder in einer Sammelbalgfrucht mit beständigem Kelch. Die rundlichen Samen sind schwärzlich.

## Taxonomie
Die Erstbeschreibung des Basionyms Bonplandia trifoliata erfolgte 1802 durch Carl Ludwig Willdenow in  Mem. Acad. Berol.: 35. Die Umteilung in die Gattung Angostura zu Angostura trifoliata erfolgte 1970 durch Thomas Sam Elias in Taxon 19: 575. Es sind einige Synonyme bekannt wie Galipea officinalis J.Hancock, Cusparia officinalis Engl., Cusparia febrifuga Humb., Galipea febrifuga Baill. oder Cusparia trifoliata (Willd.) Engl. u. a.

## Verwendung
Die Rinde wird medizinisch oder als Gewürz verwendet. Die Angosturarinde wurde früher nicht zur Herstellung von Angosturabitter verwendet, wie der Name vermuten lässt. Sie wirkt ähnlich wie Chinarinde. Eine ähnliche Rinde liefert das Rautengewächs Esenbeckia febrifuga (brasilianische Angostura). Eine giftige Rinde, die als Verfälschung genutzt wird, besitzt die Gewöhnliche Brechnuss (falsche Angostura).